# Auraiya (Népal)
Auraiya (en népalais : औरैया) est un comité de développement villageois du Népal situé dans le district de Rautahat. Au recensement de 2011, il comptait 10 832 habitants.